# Hirundichthys marginatus
El volador ala-navalla o volador de banda (Hirundichthys marginatus) és una espècie de peix beloniforme de la família exocètids, distribuït per la costa est de l'oceà Pacífic des de Mèxic fins al Perú.

## Anatomia
De forma similar a la d'altres espècies de peixos voladors, amb el cos cilíndric, allargat i gruixut, la seva longitud màxima és normalment d'uns 15 cm. Musell curt no gaire punxegut, menor que el diàmetre de l'ull; mandíbula inferior oculta i més curta que la mandíbula superior; sense espines en les aletes, les aletes pectorals d'inserció alta i molt llargues, sobrepassant el punt mitjà de l'aleta dorsal, amb l'origen de l'aleta anal lleugerament per davant; el color del cos és verd o blau iridescent en el dors fosc, amb el ventre blanc groguenc, mentre que les aletes pectorals són de color blau fosc.

## Hàbitat i biologia
És una espècie marina d'aigües epipelàgiques de clima tropical, amb comportament migratori. Pot saltar fora de l'aigua i pot lliscar distàncies considerables sobre la superfície.